# Katarina, kraljica Navare
Katarina (1468. – 12. veljače 1517.) je bila kraljica Navare u razdoblju 1483. – 1517. Također je bila vojvotkinja od Gandije, Montblanca i Peñafiela, grofica od Foix, Bigorre i Ribagorze, i vikontica Béarna.Bila je rodbina Ane Foix, Kraljice Ugarske.

## Mladost
Bila je kći Gastona od Foixa, sina kraljice Eleanore Navarske, i Magdalena Francuske, kćeri francuskog kralja Karla VII.i sestre Luja XI. Smrt njezinog pradjeda, kralja Ivana II. od Aragona i uzurpatora navarskog prijestolja, njena baka Eleanor je sjela na prijestolje Navare. Međutim, ona je umrla samo dva tjedna kasnije, ostavljajući krunu na svom unuku i Katarinom bratu, Franji Febu.

## Vladavina
1483. Kralj Franjo veljače umro bez djece, što je kraljica Navarre, Catherine je napravio groficu Foix. Njezina majka, princeza od Viane, nastavio obavljati ulogu namjesnika, koji se izvodi za vrijeme vladavine djece. Međutim, Katarina stric, John, vikont od Narbonne, tražio krunu kao najbliži muškog patrilienearnog rođaka Katarine brata, iako je u Navarri za nekoliko stoljeća općenito je prihvaćeno da žene mogu naslijediti krunu ako nemaju braću ili ako njihova mrtva braća imaju potomke (otuda Navara prije Catherine je presudio Ivan ja, Ivan II, Blanka i de jure Blanku II i Eleanor). John poticati građanski rat koji je trajao od 1483. – 1492. Godine.Godine, nakon što naslijediti krunu, Catherine u braku Ivana Albret koji je postao jure uxoris kralja kao John III.

### Gubitak Gornje Navare
Politička alijansa dinastija Valois i Foix dovela je do bračnih pregovora između Katarine i francuskog kralja Luj XII. Željeli su jednu od Lujevih kćeri udati za Katarininog najstarijeg sina Henrika II. Ovi su pregovori isprovocirali aragonskog kralja Ferdinanda II., polubrata Katarinine bake i muža Germane, kćeri Katarininog strica i neprijatelja Ivana. Ferdinand je napao Navaru 1512. godine i osvojio njen glavni grad, Pamplonu. Katarina je s obitelji pobjegla u Francusku. Iste godine umrla su joj dva sina.
Sljedeće godine Sabor Navare u Pamploni je proglasio Ferdinanda kraljem (Gornje) Navare. Katarina je od tada vladala samo Donjom Navarom. Svi pokušaji Katarine i Ivana III., da vrate izgubljeni dio kraljevstva bili su bezuspješni. Ivan III. je umro 1516. godine a Katarina je nastavila vladati samostalno do svoje smrti sljedeće godine, kada ju je naslijedio sin, Henrik II.

## Potomstvo
- Ana (1492. – 1532.)
- Magdalena (1494. – 1504.)
- Katarina (1495. – 1532.), opatica
- Kviterija (1499. – 1536.), opatica
- mrtvorođeni sin (1500.)
- Andrija Feb (1501. – 1503.)
- Henrik II. (1503. – 1555.)
- Bonaventura (1505. – 1511.)
- Martin (1506. – 1512.)
- Franjo (1508. – 1512.)
- Karlo (1510. – 1528.), umro kao ratni zarobljenik tijekom talijanskih ratova
- Izabela (1513. – 1555.), supruga Renata I., vikonta Rohana